# Asaccus
Asaccus es un género de reptiles escamosos pertenecientes a la familia Phyllodactylidae.
Algunas especies, anteriormente, formaban parte del género Phyllodactylus. 
Son lagartos terrestres y nocturnos que se encuentran en el Medio Oriente.

## Especies
Se reconocen las siguientes según The Reptile Database:
- Asaccus andersoni Torki, Fathinia, Rostami, Gharzi & Nazari-Serenjeh, 2011.
- Asaccus authenticus Nazarov, Nabizadeh, Rajabizadeh, Melnikov, Volkova, Poyarkov & Rastegar-Pouyani, 2024.[2]
- Asaccus barani Torki, Ahmadzadeh, Ilgaz, Avci & Kumlutas, 2011.
- Asaccus caudivolvulus Arnold & Gardner, 1994.
- Asaccus elisae (Werner, 1895)
- Asaccus gallagheri (Arnold, 1972)
- Asaccus granularis Torki, 2010
- Asaccus griseonotus Dixon & Anderson, 1973.
- Asaccus iranicus Torki, Ahmadzadeh, Ilgaz, Avci & Kumlutas, 2011.
- Asaccus kermanshahensis Rastegar-Pouyani, 1996
- Asaccus kurdistanensis Rastegar-Pouyani, Nilson & Faizi, 2006.
- Asaccus montanus Gardner, 1994
- Asaccus nasrullahi Werner, 2006
- Asaccus platyrhynchus Arnold & Gardner, 1994.
- Asaccus saffinae Afrasiab & Mohamad, 2009.
- Asaccus tangestanensis Torki, Ahmadzadeh, Ilgaz, Avci & Kumlutas, 2011.
- Asaccus zagrosicus Torki, Ahmadzadeh, Ilgaz, Avci & Kumlutas, 2011.